# Stivalius franciscae
Stivalius franciscae är en loppart som beskrevs av Beaucournu et Durden 2001. Stivalius franciscae ingår i släktet Stivalius och familjen Stivaliidae. Inga underarter finns listade i Catalogue of Life.